# Le mura di Malapaga
Le mura di Malapaga (Au-delà des grilles) è un film del 1949 diretto da René Clément.

## Trama

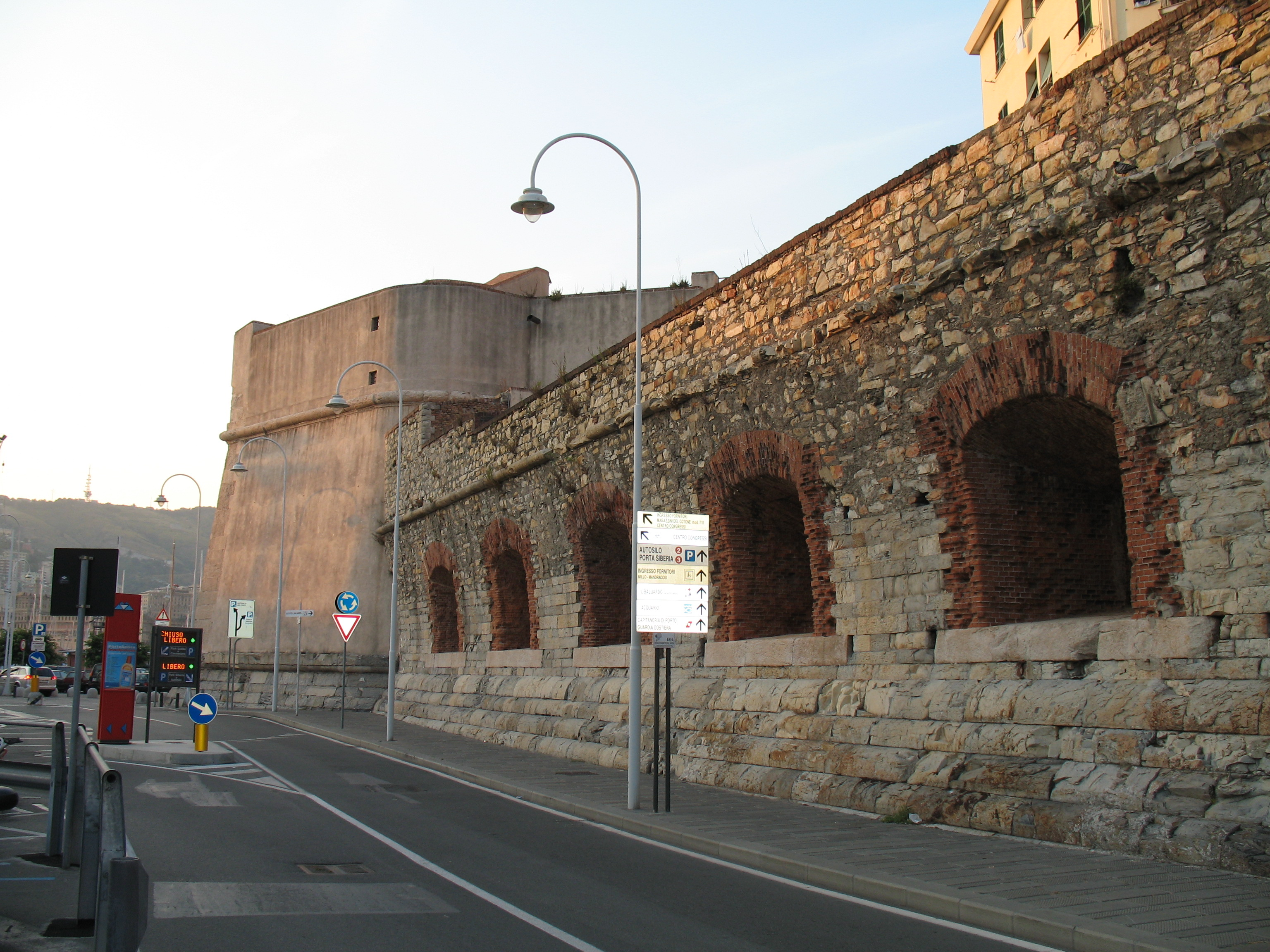
Genova: mura di Malapaga nel 2006

Pierre è ricercato dopo che a Marsiglia ha ucciso la moglie e giunge a Genova su una nave mercantile. Sceso a terra per togliersi un dente che gli duole in modo insopportabile, nel porto della città incontra una bambina, Cecchina, che lo guida prima dal dentista e poi a mangiare nella trattoria dove lavora sua madre, Marta. Lei è separata dal marito, Giuseppe, un uomo brutale che la perseguita e tenta in tutti i modi di portarle via la figlia, per costringerla a tornare con lui.
Nella trattoria, rimasta deserta, la donna e il marinaio si raccontano le loro esperienze, e nasce una profonda simpatia. Marta accoglie l'uomo nella propria abitazione, un antico convento che sorge vicino alle Mura di Malapaga dove si raccoglie la povera gente sconvolta dalla guerra; la donna preferisce vivere tra le macerie della città bombardata piuttosto che tornare dal marito violento. Marta, tra timidezze e pudori, si sente attratta dal marinaio, ma il loro avvenire è senza futuro; l'uomo è infatti ricercato dalla polizia e deciso a fuggire: solo quando arriva al molo, in cui è ancorata la nave con la quale è arrivato, sente di non poter abbandonare la donna e torna da lei.
La figlia, gelosa dello straniero che s'intromette tra lei e la madre, incomincia a soffrire. Una domenica la coppia si concede una gita in autobus a Nervi; si osservano a lungo e parlano poco, ma sembrano felici. Al ritorno, vicino alla casa di Marta, salgono lungo un carrugio ma non notano su di uno scalino un avvertimento per il marinaio che Cecchina ha scritto col gesso. Le ombre dei poliziotti si profilano: entrambi sono circondati. Si guardano per l'ultima volta, e l'uomo si avvia a passi stanchi verso l'arresto: la donna non riesce a trattenere un grido. Cecchina raggiunge la madre e la osserva nel mutismo più assoluto.

## Produzione
Il terzo film di René Clément venne girato per gli interni a Roma negli studi della Titanus; gli esterni sono le storiche mura di Genova che si snodano intorno all'antica piazza Cavour. Venne presentato in concorso al Festival di Cannes 1949, dove vinse il premio per la migliore regia e il premio per la migliore interpretazione femminile. Inoltre vinse nel 1951 l'Oscar al miglior film straniero. Registrato al P.R.C. della S.I.A.E. con il n. 736, venne presentato alla Commissione di Revisione Cinematografica il 30 aprile 1949 e ottenne il visto di censura n. 5.706 del 9 giugno 1949 con una lunghezza accertata della pellicola di 2.410 metri.
Ebbe la prima proiezione nelle sale italiane il 19 settembre 1949, mentre in Francia uscì il 16 novembre successivo, dopodiché venne presentato in tutto il mondo; negli Stati Uniti ebbe la prima a New York il 20 marzo 1950, in Germania il 13 luglio 1951 con il titolo Die Mauren von Malapaga. In Italia incassò 88.750.000 di lire.

### Altri tecnici
- Arredatore: Luigi Gervasi
- Direttore di produzione: Jean Jannin
- Ispettore di produzione: Luigi Nannerini
- Operatore: Carlo Carlini
- Assistenti operatori: Enrico Cignitti, Roger Arrigon
- Aiuto regista: Alessandro Fersen, Sergio Grieco, Pierre Chevalier, Claude Clément
- Fonico: Piero Cavazzuti, Jean De Bretaigne

## Distribuzione

### Edizione italiana
Nella versione originale la piccola Cecchina funge da interprete italiana per il protagonista, che parla solo il francese. Questo, che è il motivo principale della loro amicizia, si perde completamente nel doppiaggio italiano.

## Accoglienza

### Critica
«Il merito fondamentale del film è nella sua rigorosa sobrietà, che collabora a una rara evidenza e a un'ancor più rara fluidità di racconto. (...) Genova, i "carruggi", tutto un quartiere; figure e figurine, tutto un ambiente; e il nostro dopoguerra che soprattutto nei muri e in molti animi si protrae: ogni elemento è stato da lui individuato, fuso e scandito con la consapevolezza e le vibrazioni del narratore di razza. Più d'uno ha voluto ricordare, a proposito di questo incontro di due vite che potrebbero unirsi e non potranno, il Breve incontro di David Lean; il paragone potrà sembrare azzardato, ma a ragion veduta, per alcuni aspetti lo si può fare. L'interpretazione è perfetta. Non un attimo di stanchezza, in questo film apparentemente modesto; non una sbavatura, non un'esitazione. Se la piccola Vera Talchi va a ingrossare la già folta schiera di ragazzi e ragazzini "captati" per lo schermo; se Andrea Checchi è sobrio e incisivo, e Ave Ninchi efficace: Jean Gabin ritrova con questo personaggio tutta l'autorità dei suoi giorni migliori. Ho lasciato per ultima Isa Miranda. (...) In questo film, la Miranda, ritrovandosi finalmente all'unisono con il suo personaggio, ha ritrovato tutti i suoi toni: che sono di un'umanità racchiusa e dolente, il dolore accettato come una dura legge, nella quale poche schiarite albeggiano come incredule speranze. (...)» Mario Gromo, La Stampa, 20 settembre 1949
« [...] (il film) che vuole essere un dramma psicologico, è comunque un film onesto anche se si rifà a noti modelli nel tentativo di fondere il vecchio neorealismo francese con quello della recente 'scuola italiana' (...)». (Guido Aristarco, "Cannes: Set Up - Secondo Tempo" in "Cinema", n. 23, 30/9/1949)

## Riconoscimenti
- 1951 – Premio Oscar
  - Miglior film straniero

- 1949 – Festival di Cannes
  - Prix de la mise en scène
  - Prix d'interprétation féminine a Isa Miranda

- 1950 – Nastri d'argento
  - Miglior commento musicale originale a Roman Vlad per il complesso della sua opera